# Pedro Saúl Morales
Pedro Saúl Morales González  (Samacá, Boyacá, 2 de julio de 1965-La Plata, Huila, 24 de marzo de 2021) fue un ciclista de ruta colombiano que compitió en las décadas de 1980 y 1990.

## Carrera deportiva
Actuó como profesional de 1986 a 1992. En el año 1986 debutó como Neoprofesional en la Vuelta a Colombia ocupando la posición 8.º en la clasificación general. El año 1989 fue su mejor año en términos deportivos, por su 8.º lugar en la Vuelta a España 1989 y la subida al podio en la Semana Catalana (también dos victorias de etapa).
Falleció el 24 de marzo de 2021 a los 57 años de edad a causa de un ataque cardíaco.

## Palmarés
- Semana Catalana
  - Una subida al podio (3.º en 1989) y dos victorias de etapa en 1989.[3]

## Resultados en lasgrandes vueltas
| Carrera         | Carrera         | 1987 | 1988 | 1989 | 1990 | 1991 |
| --------------- | --------------- | ---- | ---- | ---- | ---- | ---- |
|                 | Giro de Italia  | —    | —    | —    | —    | —    |
|                 | Tour de Francia | Ab.  | —    | Ab.  | —    | —    |
|                 | Vuelta a España | 13.° | Ab.  | 8.°  | 30.° | 59.° |
| Mundial en Ruta | Mundial en Ruta | —    | Ab.  | —    | —    | —    |

## Equipos[5]
- Manzana Postobón (1986-1988)
  - Manzana Postobón - RCN (1986)
  - Manzana Postobón (1987-1988)
- Kelme (1989-1992)
  - Kelme - Iberia - Varta (1989)
  - Kelme - Ibexpress (1990)
  - Kelme - Ibexpress - CAM (1991)
  - Kelme (1992)